# شاموي ثيبياسو
هي موظفة سابقة في شركة بي تي تي العامة المحدودة ولدت عام 1940 نوفمبر 27 حطمت رقم قياسي لأطول مدة حكم بالسجن في العالم حيث حكم عليها بالسجن 141,078 سنة لتورطها في مخطط هرمي حيث تم الاحتيال على الاف التايلندين و تقدر القيمة مئات ملايين الدولارات .
تم افراجها بعد ثماني سنوات من العقوبة .